# Крот, Сергей Константинович
Сергей Константинович Крот (бел. Сяргей Канстанцінавіч Крот; род. 27 июня 1980, Осиповичи, Могилёвская область) — белорусский футболист, выступавший на позиции нападающего, тренер. Мастер спорта РБ по футболу.

## Биография
Воспитанник ДЮСШ г. Осиповичи могилёвского УОР, тренеры — Александр Николаевич Кончиц, Евгений Георгиевич Залеский. Во взрослом футболе начал выступать в 1998 году в клубе «Свислочь-Кровля» (Осиповичи). В 1998 году со своим клубом занял второе место в первой лиге Беларуси и в 1999 году провёл сезон в высшей лиге. Всего за клуб из Осиповичей выступал три с половиной сезона.
Летом 2001 года перешёл в БАТЭ, но не пробился в основной состав команды. Сыграл в составе БАТЭ лишь один матч в Кубке Беларуси — 26 августа 2001 года против минского СКАФа (6:0). Затем два с половиной сезона провёл в «Дариде», в 2002 году стал победителем первой лиги.
Сезон 2005 года начал в «Шахтёре» (Солигорск), который по итогам сезона стал чемпионом Беларуси, однако во время летнего перерыва перешёл в минский «Локомотив». С «Локомотивом» в 2006 году вылетел из высшей лиги. В ходе сезона 2007 года вернулся в «Шахтёр» и в том же году стал бронзовым призёром чемпионата. В начале 2009 года играл за «Сморгонь», вылетевшую из высшей лиги по итогам сезона.
Летом 2009 года перешёл в «Насаф», с которым стал двукратным бронзовым призёром чемпионата Узбекистана (2009, 2010) и участвовал в матчах Кубка АФК. В сезоне 2010/11 с клубом «Аль-Ахед» стал чемпионом Ливана и также участвовал в азиатских кубках.
После возвращения на родину играл только за клубы первой и второй лиг — «СКВИЧ», «Слуцк», «Сморгонь», «Городея», «Барановичи», «Молодечно». В 2013 году стал лучшим бомбардиром первой лиги с 16 голами. Часть сезона 2016 года провёл в составе аутсайдера высшей лиги Латвии «Даугавпилс».
В 2020 году присоединился к команде второй лиги «Островец», в которой по ходу сезона стал играющим главным тренером.
Всего в высшей лиге Беларуси сыграл 122 матча и забил 16 голов, в первой лиге — не менее 200 матчей и 70 голов.

## Достижения
- Чемпион Беларуси: 2005
- Чемпион Ливана: 2010/11
- Бронзовый призёр чемпионата Беларуси: 2007
- Бронзовый призёр чемпионата Узбекистана: 2009, 2010